# 1783 en musique classique
| \| • Retour à la chronologie générale de la musique classique • \| |
| Grèce • Rome • Haut Moyen Âge • VIIIe siècle • IXe siècle • Xe siècle • XIe siècle XIIe siècle • XIIIe siècle • XIVe siècle • XVe siècle • XVIe siècle • XVIIe siècle XVIIIe siècle • XIXe siècle • XXe siècle • XXIe siècle |
| • Retour à la chronologie générale de la musique classique • |

| Années en musique classique : 1780 - 1781 - 1782 - 1783 - 1784 - 1785 - 1786    |
| Décennies en musique classique : 1750 - 1760 - 1770 - 1780 - 1790 - 1800 - 1810 |

## Événements
- 25 février : Renaud, tragédie lyrique d'Antonio Sacchini, créé à l'Opéra de Paris.
- 17 mars : Le Corsaire, opéra de Nicolas Dalayrac, créé au Théâtre italien à Paris.
- 23 mars : Mozart crée les Six variations sur «Salve tu, Domine» au Burgtheater à Vienne.
- 20 juin : Vorrei spiegarvi, oh Dio!, aria de Mozart est chanté par Aloysia Weber au Burgtheater à Vienne.
- 26 octobre : La messe en ut mineur de Mozart, créée à Salzbourg.
- 4 novembre : La 36e symphonie « Linz » de Mozart, créée à Linz.
- 29 décembre : La Fugue pour deux pianos en do mineur K. 426 est composée par Mozart.

sans dates
- Joseph Haydn: Concerto pour violoncelle en ré majeur.
- Joseph Martin Kraus: Symphonie en ut mineur.
- La Passione di Gesu, de Giovanni Paisiello, créée à Saint-Pétersbourg.
- Didon, opéra de Niccolo Piccini, créé à Fontainebleau.
- Giovanni Battista Viotti: 6 quatuors concertants op.1

## Naissances

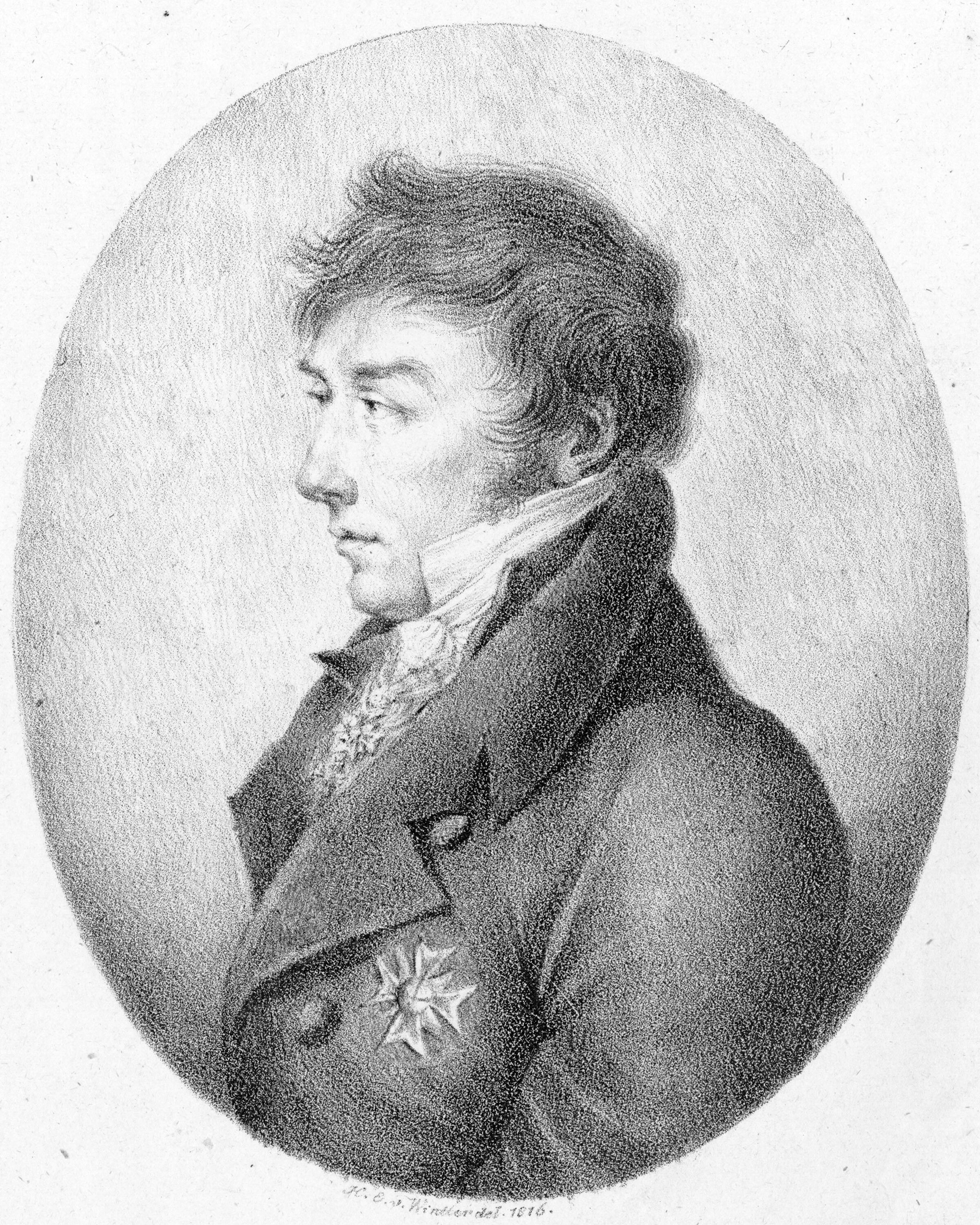
Johann Nepomuk von Poißl

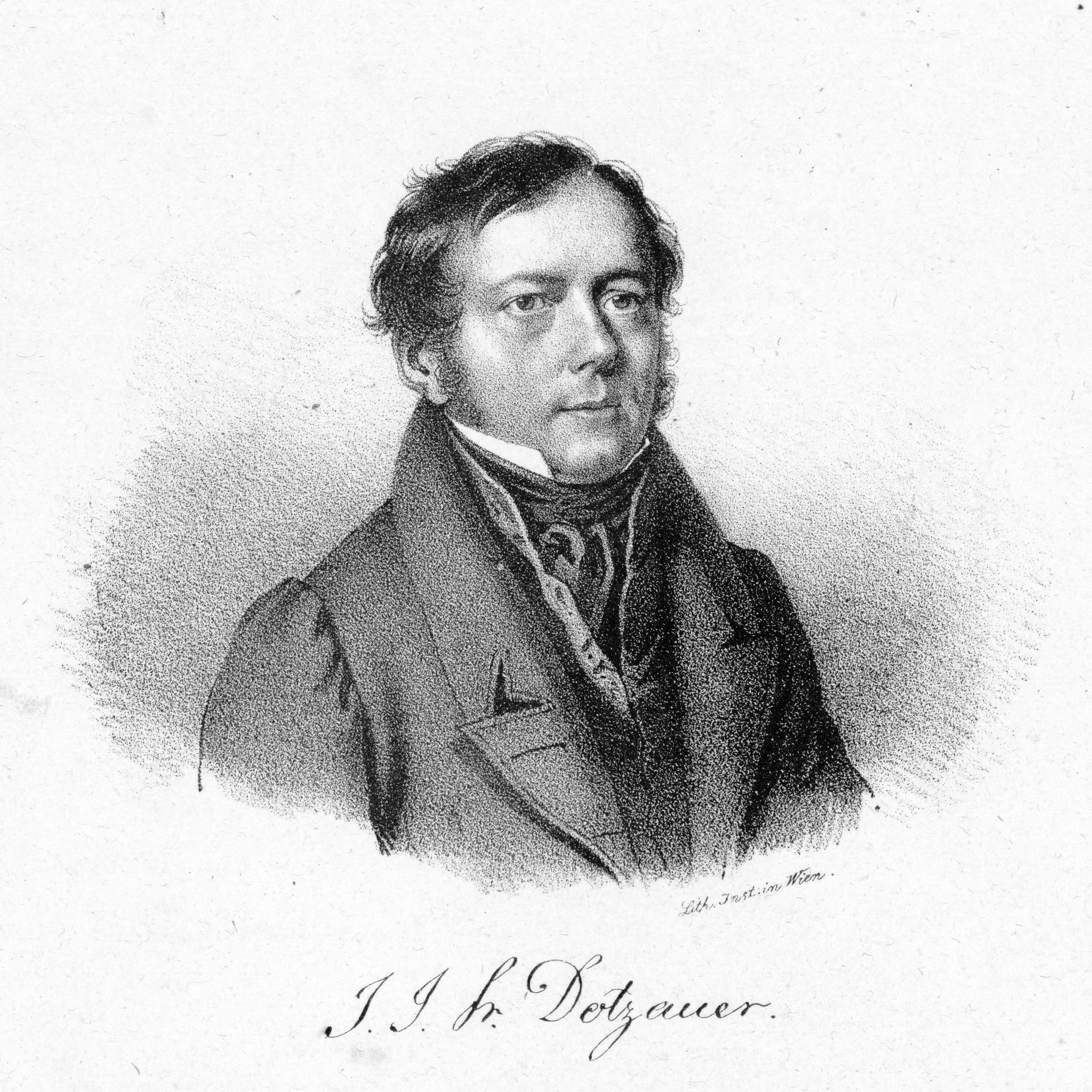
Friedrich Dotzauer

- 14 février : Franz Seraph Cramer, compositeur et flûtiste allemand († 25 août 1835).
- 15 février : Johann Nepomuk von Poißl, compositeur allemand († 17 août 1865).
- 27 mars : Leonhard Mälzel, fabricant allemand d'instruments de musique († août 1855).
- 11 avril : Jean-Henri Simon, compositeur flamand, pédagogue et violoniste († 10 février 1861).
- 29 avril : Rosine Lebrun, soprano († 5 juin 1855).
- 14 mai : Jacques Bouffil, clarinettiste et compositeur classique français († 1er novembre 1868).
- 8 juin : Joseph Linke, violoncelliste et compositeur autrichien († 26 mars 1837).
- 20 juin : Friedrich Dotzauer, violoncelliste et compositeur allemand († 6 mars 1860).
- 26 octobre : Claudio Bonoldi, ténor italien († 14 février 1846).
- 23 décembre : Heinrich Aloys Prager, violoniste, guitariste, et compositeur néerlandais († 7 août 1854).
- 28 décembre : Wenzel Robert von Gallenberg, compositeur autrichien († 13 mars 1839).

Date indéterminée
- Filippo Galli, basse italienne († 3 juin 1853).

## Décès
- 14 janvier : Giacomo Cervetto, violoncelliste italien (° 1682).
- 10 février : James Nares, organiste, claveciniste et compositeur anglais (° 19 avril 1715).
- 23 mars : Gaspard Fritz, violoniste et compositeur genevois (° 18 février 1716).
- 7 avril : Ignaz Holzbauer, compositeur autrichien (° 17 septembre 1711).
- 18 mai : Lucrezia Agujari, soprano italienne (° 1741).
- 4 juillet : Gaetano Caffarelli, castrat (° 25 mars 1710).
- 27 juillet : Johann Philipp Kirnberger, compositeur allemand, théoricien de la musique (° 24 avril 1721).
- 20 décembre : Antonio Soler, compositeur espagnol (° 3 décembre 1729).
- 23 décembre : Johann Adolph Hasse, compositeur allemand (° 25 mars 1699).

Date indéterminée
- Nicole Le Maure, cantatrice française (° 3 août 1704).
- Thomas Vincent, compositeur anglais (° 1720).